# The Weeknd
Ейбел Макконен Тесфає (англ. Abel Makkonen Tesfaye; нар. 16 лютого 1990, Торонто), відоміший під псевдонімом Вікнд (англ. The Weeknd) — канадський співак і продюсер ефіопського походження.
Пісні, записані під псевдонімом The Weeknd, вперше з'явилися наприкінці 2010 року, проте персона, яка стояла за проєктом, спочатку була невідома. 21 березня 2011 року The Weeknd випустив 9-трековий мікстейп House of Balloons, першу частину трилогії, яку в тому ж році доповнили Thursday і Echoes of Silence. House of Balloons потрапив в шорт-лист Polaris Music Prize. 2012 року він випустив збірник Trilogy, що складається з ремастерованих версій матеріалу з трьох торішніх мікстейпів з додатковими трьома піснями. Він вийшов на лейблі Universal Republic Records, а також на його власному лейблі XO. У 2013 році він випустив свій дебютний студійний альбом Kiss Land, який був підтриманий синглами «Kiss Land» і «Live For». Другий його альбом — Beauty Behind the Madness; до нього вийшли сингли, що потрапили в топ-5: «Often», «Earned It» та «The Hills», а також сингл, який посів позицію № 1: «Can't Feel My Face», який вийшов 8 червня 2015 року. У вересні 2016 року було анонсовано реліз третього альбому під назвою «Starboy» і вийшов титульний сингл «Starboy» у співавторстві з Daft Punk, який згодом потрапив на перше місце чарту Billboard Hot 100. Реліз альбому відбувся 25 листопада 2016 року. Альбом дебютував з першого місця чарту Billboard 200, очолив iTunes 80 країн, а також встановив рекорд Spotify за кількістю прослуховувань за добу.
У 2017 році очолює рейтинг Forbes 30 найвисокооплачуваніших зірок спорту і шоу-бізнесу, яким менше 30 років. За даними видання, його річний дохід становить 92 млн доларів.
20 березня 2020 року вийшов четвертий студійний альбом Ейбела «After Hours».

## Раннє життя
Ейбел Тесфає народився 16 лютого 1990 року в районі Скарборо міста Торонто, Онтаріо.
Він єдина дитина Макконена та Самри Тесфає, які були ефіопськими іммігрантами до Канади наприкінці 1980-х. Він виріс, слухаючи різні музичні жанри, в тому числі соул, хіп-хоп, фанк, інді-рок і пост-панк. Оскільки батько Тесфає ніколи не був поруч, коли він ріс, а його мати постійно працювала, більшу частину своїх молодих років він виховувався бабусею. Завдяки цьому Ейбел вільно говорить амхарською; це була перша мова, яку він вивчив.
Ейбел став курити марихуану в віці 11 років, а пізніше перейшов і на сильніші наркотики. Він приписав виникнення його сценічного імені киданню середньої школи в 2007 році, прийнявши ім'я «The Weeknd» після того, як він і його друг «пішли [зі школи] в один прекрасний вікенд і не повернулися додому». Написання було змінено, щоб уникнути розглядів по торговій марці з канадської групою The Weekend.

## Кар'єра

### 2010—2011: Початок кар'єри і мікстейп
У Торонто Тесфає зустрів продюсера Джеремі Роуза, який мав ідею створення похмурого R&B-проєкту під назвою «The Weekend». Спочатку Джеремі хотів віддати ідею музикантові Кертісу Сантьяго, але після переговорів з ним Роуз виявився не дуже задоволений. Через якийсь час Джеремі включив один зі своїх інструменталів на вечірці, де був Тесфає: він почав наспівувати та фрістайлити, після чого вони й розпочали працювати над альбомом. Він спродюсував три перші пісні Ейбела: — «What You Need», «Loft Music» і «The Morning». Незабаром між ними виник конфлікт: за словами Роуза, Тесфає зачіпав його інтереси — Джеремі хотів утворити разом з ним групу, а Ейбел вирішив обмежити його роль продюсерською, та залишитись сольним виконавцем, також не платив за інструментали. Роуз дозволив Тесфає залишити ці три пісні, але за умови, що той зрештою вкаже його внесок.
Як би там не було, в грудні 2010 року Тесфає під псевдонімом The Weeknd завантажив на YouTube ті самі «What You Need», «Loft Music» і «The Morning». Спочатку він вирішив залишатися в тіні. Увага до пісень з'явилася завдяки «сарафанному радіо», в тому числі завдяки реперу Дрейку, який у своєму блозі процитував рядок з пісні «Wicked Games» і пізніше розмістив посилання на мікстейп Тесфає, тим самим надавши допомогу в залученні інтересу до їх автора.
21 березня 2011 року він виклав на своєму офіційному сайті для безкоштовного скачування 9-трековий мікстейп «House of Balloons». Він містить продакшн від Іллейнджело і Дока Маккінні, а Роуз в своїх піснях зазначений не був. «House of Balloons» критики зустріли схваленням, а також мікстейп був названий одним з десяти номінантів 2011 Polaris Music Prize.
У липні 2011-го Вікнд вирушив в тур і провів свій перший виступ в клубі Mod Club в Торонто. Півторагодинний перфоманс породив про нього чутки. Наступний його виступ відбувся в торонтському Molson Canadian Amphitheatre. Він почав співпрацювати з репером Дрейком і з'явився як один із спеціальних гостей на його другому Щорічному Фестивалі OVO, що пройшов 31 липня 2011 року.
Влітку преса відзначила, що Вікнд відмовився давати інтерв'ю і волів повідомляти про щось тільки через Твіттер. Його другий мікстейп «Thursday» був викладений на вебсайті Ейбела 18 серпня 2011 року для безкоштовного розповсюдження і був добре прийнятий критиками. Третій мікстейп Вікнда, названий «Echoes of Silence», вийшов 21 грудня 2011 року. Після його релізу всі три мікстейпи за 2011 рік в сукупності були названі «Balloons Trilogy», кожен з яких отримав схвалення критиків і лише збільшував фан-базу Тесфає.
Наприкінці року «The Morning» і «House of Balloons»/«Glass Table Girls» увійшли до щорічного списку «Топ-100» на Pitchfork. Музичний журналіст Ерік Гранді відзначив, що пісня «House of Balloons» / «Glass Table Girls», побудована на семплі пісні 1980 року «Happy House» британської пост-панк-групи Siouxsie and the Banshees, є «Тесфає в своєму найкращому прояві»[джерело?].

### 2012—2014:TrilogyіKiss Land
У вересні 2012-го Вікнд підписав контракт з Republic Records про спільне підприємство з його власним імпринт-лейблом XO. Альбом-компіляція Trilogy вийшов в листопаді, складаючись з ремастованих версій мікстейпів і трьох додаткових пісень. Також Джеремі Роуз був офіційно вказаний, як продюсер і автор трьох пісень з «House of Balloons». «Trilogy» досяг п'ятого місця в Canadian Albums Chart і четвертого — в US Billboard 200 з продажем 86 000 копій першого тижня. 22 травня 2013 року «Trilogy» був двічі сертифікований платиновим Music Canada при поширенні 160 000 копій в Канаді. 16 травня 2013 року він також був сертифікований платиновим RIAA при поширенні 1 000 000 копій в США.
16 травня 2013 року відбулася прем'єра титульної пісні Вікнда з його дебютного студійного альбому «Kiss Land», вихід якого, як він тоді сказав, був запланований на 10 вересня. Також в підтримку альбому, спільно з Дрейком, вийшли сингли «Belong to the World» і «Live For» і влаштований тур Вікнда під назвою «The Fall», початок якого був запланований на вересень. «Kiss Land» отримав переважно позитивні рецензії від музичних критиків. «Kiss Land» дебютував на 2-му місці в US Billboard 200, було продано 96 000 копій, всього на дві тисячі менше, ніж у Fuse Кіта Урбана, що взяв 1-е місце того тижня.
The Weeknd виступає в Massey Hall 17 жовтня 2013 року.
Тесфає також з'явився в саундтреку до фільму «Голодні ігри: У вогні», надавши для нього сольну пісню «Devil May Cry» і беручи участь як запрошений артист в синглі «Elastic Heart» Сії, прем'єра якого відбулася 30 жовтня 2013 року. У лютому 2014 Weeknd робить ремікс на сингл Beyoncé «Drunk in Love». Ремікс постав як щось більше, ніж просто кавер: Вікнд скорегував біт так, щоб той краще відповідав його версії пісні, яка розповідається з чоловічою перспективи.
26 червня 2014 року Weeknd оголосив, що він буде хедлайнером «King of the Fall Tour» — міні-туру по Америці у вересні — жовтні 2014 року. Schoolboy Q і Джене Айко були затверджені як підтримка. Ця заява була зроблена на наступний день після виходу пісні Вікнда «Often» на SoundCloud і релізу лід-синглу Джене Айко з її дебютного студійного альбому Souled Outruen під назвою «To Love & Die», що призводить до припущення, що тур розкриє більше нового матеріалу від виконавців. 20 липня Weeknd випустив ще один трек під назвою «King Of The Fall» для просування майбутнього однойменного туру. 30 вересня 2014 року разом з Аріаною Ґранде випустили пісню «Love Me Harder»; пісня досягла 7-го місця в чарті Billboard Hot 100. 23 грудня виконавець випустив «Earned It»: пісня вийшла як сингл з фільму 2015 року «П'ятдесят відтінків сірого».

### 2015:Beauty Behind the Madness
27 травня 2015 року Weeknd випустив музичне відео на нову пісню «The Hills», стає першим синглом з його майбутнього другого студійного альбому. 8 червня «Can't Feel My Face», був офіційно виданий як другий сингл, слідом за виконанням пісні Ейбелем на Apple's Worldwide Developers Conference того ж дня.
28 серпня 2015 року другий студійний альбом The Weeknd, «Beauty Behind the Madness», вийшов і дебютував на вершині Billboard 200, з сумарними продажами за перший тиждень в кількості 412 000 еквівалентних альбому одиниць (з 326 000 — за чистий продаж альбому). Він провів три тижні на першому місці чарту. Альбом досяг топ-10 в більш ніж 10-ти країнах та опинився на вершині чартів Канади, Австралії, Норвегії та Великої Британії.
Тесфає просував альбом, виступаючи хедлайнером на літніх музичних фестивалях, включаючи Lollapalooza в Чикаго, Hard Summer Music Festival в Помоні, Summer Set Music та Camping Festival в Сомерсеті, Made in America Festival в Філадельфії, Austin City Limits в Остіні і Bumbershoot Festival в Сіетлі.
«The Madness Fall Tour» 2015 — тур The Weeknd по Північній Америці для просування нового альбому — був анонсований 20 серпня 2015 року, з запланованим початком на листопад. Виступали в турі такі артисти, як Тревіс Скотт, BANKS і Halsey. 24 серпня 2015 року Ейбел випустив відео на «Tell Your Friends» — пісню з альбому, яку продюсував Каньє Вест.
8 вересня 2015 року Вікенд став першим артистом-чоловіком за, приблизно, сім років з двома піснями в топі-3 чарту Hot 100 в один і той самий тиждень, з «Can't Feel My Face» на 2 позиції та «The Hills» на 3 позиції, в обох, як основний виконавець.
Ейбел взяв участь в декількох колабораціях за цей рік, включаючи «Might Not» Belly", «Pullin Up» Мік Мілла та «Pray 4 Love» Тревіса Скотта. Тесфає також взяв участь в другому альбомі Disclosure Caracal, в колаборації під назвою «Nocturnal». 10 жовтня 2015 року Ейбел приєднався до актриси Емі Шумер на шоу Saturday Night Live, в якості музичного гостя. Виступ на цьому шоу був його першим появленням на сцені, як сольного виконавця, після виступу з Аріаною Гранде, під час їх колаборації над піснею «Love Me Harder».
На момент 1 грудня 2015 року «Beauty Behind the Madness» був альбомом, який набрав найбільшу кількість прослуховувань протягом 2015 року, маючи більш, ніж 60 мільйонів слухачів. Також він посів п'яте місце 50 Best Albums of 2015 Rolling Stone.
25 грудня 2015 року Ейбел випустив трек «Low Life» разом репером Future.

### 2016—2018:StarboyandMy Dear Melancholy
У 2016 році Тесфає взяв участь в пісні «FML» в альбомі Каньє Веста «The Life of Pablo» і в пісні Beyonce «6 Inch» з її альбому «Lemonade».
24 серпня 2016 року Вікнд повідомив про роботу разом з французьким EDM-дуетом Daft Punk, — що було підтверджено виконавчим віце-президентом Republic Records Венді Голдстайн, — коли у нього брали інтерв'ю для Billboard.
26 серпня 2016 року Кежмір Кет випустив сингл до свого нового альбому «Wild Love»; Тесфає взяв участь у записі цього треку.
21 вересня 2016 року Ейбел анонсував свій третій студійний альбом «Starboy». Альбом з 18 пісень вийде на XO i Republic Records. Наступного дня він випустив титульну пісню, у якій беруть участь Daft Punk. Вихід альбому «Starboy» було заплановано на 25 листопада.
1 жовтня 2016 року Тесфає став музичним гостем на Saturday Night Live, де виконав пісні, з його нового альбому: «Starboy» i «False Alarm».
17 листопада 2016 року випускає сингл «Party Monster» i ще одну спільну роботу з Daft Punk під назвою «I Feel It Coming».
23 листопада 2016 року Вікенд випустив 12-хвилинний короткометражний фільм на підтримку альбому. Режисером фільму виступив Грант Сінгер, який режисирував для Ейбела кліпи на пісні «The Hills», «Can't Feel My Face», «Tell Your Friends» i «Starboy».
У 2017 році Ейбел взяв участь у записі спільних пісень з Future «Comin Out Strong», з репером Nav «Some Way», та з Ланою Дель Рей в її синглі «Lust For Life».
30 березня 2018 року випустив мініальбом My Dear Melancholy.

### 2019—: After Hours
26-27 листопада 2019 року The Weeknd випустив два нових сингли — «Heartless» і «Blinding Lights», які, за інформацією американського сайту Hyperbeast, увійдуть в його четвертий сольний альбом. 24 березня 2020 року вийшов сингл «In Your Eyes», а 9 серпня — «Save Your Tears».
3 грудня 2019 року вийшов кліп на сингл «Heartless», а 21 січня 2020 року на сингл «Blinding Lights».
20 березня 2020 вийшов четвертий студійний альбом Ейбела «After Hours».

### 2022: Dawn FM
7 січня відбувся вихід нового альбому «Dawn FM», написаного в стилі танцювального синті-попу. Він отримав визнання критиків і посівши перше місце в чартах десятьох країн та друге в Америці..

## Артистичність
Вікнд називає Ар Келлі, Майкла Джексона і Прінса як своїх основних натхненників.
Пісні Вікнда «побудовані навколо затуманеного, сутінкового продакшну, і містять повільні темпи, буркітливий бас і самотнє відлуння». Вікнд співає фальцетом, проявляючи прохальний і тривожний тон. Дж. Д. Консідайн виявив «тремоло-якість» його співу схожим на Майкла Джексона, але написав, що він відмовився від «міцної блюзової основи» Джексона для більш арабського мелізма. Його музика містить семпли, що нетрадиційно для R&B-продакшну, а також для панк- і альтернативного року. Марк Хоган з Spin написав, що семпли Вікнда, як правило, «скопійовані з схвалених рок-критиками джерел <…>». Здебільшого Вікнд працював з продюсерами Іллейнджело і доком Маккінні, яких Ян Коен з Pitchfork разом з Вікндом назвав відповідальними за «досягнутий шаблон R&B». На концертах Вікнд виступає під свій цифровий продакшн, але переосмислений з естетикою арена-року.
Його емоційні та жалібні тексти часто розповідають про почуття болю та про звернення з такими речами, як секс, наркотики та проведення часу на вечірках. Герміона Хобі з The Guardian характеризує пісні The Weeknd, як «наркотизуючі слоу-джеми» і описує їх посил так: «вечірки — екзистенціальний досвід, секс сповнений відчуження, і все показано нереальним і приводить в тривогу.» Пол Макіннес з The Guardian описує трилогію мікстейпів Вікнда, як «грубу екскурсію по вечірці, афтепаті і похмілля.» Анупу Мистри з Toronto Standard зазначає протягом усіх мікстейпів «склад бездіяльних і застиглих зомбі-жінок … чиї ноги охоче розсуваються після прийому ними речовин і які перетворюються на загрозу тільки, коли [він], під впливом препаратів і відчуває себе вразливим». Вікнд спостерігає за цим, коли елегантно і сексуально співає неосвічені і вульгарні тексти, віддаючи тим самим данину Ар Келлі і, якоюсь мірою, Принсу.
Музичні журналісти пов'язують Уікенда з PBR&B, що розвивається хвилею артистів, чия музика розширює звук і чутливість R&B. Мистри пише, що він «буде улесливо оцінений як майбутнє R&B-музики — бо [він] чорний співак, не тому, що він робить кількісно вимірний, канонічний R&B». Енді Келлман з Allmusic класифікував його, як «виконавця альтернативного R&B». До укладення контракту з мейджор-лейблом Вікнд тримав свою особистість в секреті, підтримуючи образ таємничого, примарного персонажа, випускаючи свої мікстейпи, як інтернет-релізи. У соціальних медіа, наприклад, в Твіттер, в кінці його імені додано «ХО». Відповідно до Хобі, це позначення Емотікони «обіймаю і цілую», в той час як Зара Голден з VH1 каже, що це відсилання до рекреаційного використання їм речовин «екстезі» та «оксикодон».
Його специфічна зачіска — частково натхненна Жаном-Мішелем Баскія — на сьогоднішній день є його найпізнаванішою особливістю. Його волосся можна розділити грубо на чотири сектори, кожен з яких має свою власну персонально (спереду зліва: перекинутий Лосиний ріг; ззаду зліва: восьминіжка). Загальний ефект полягає в незвичайному подвійному Маллет. «Та особливо нічого розповідати, як підтримувати її, — каже він, — просто твердий шампунь час від часу». Він почав відрощувати її десь у 2011 році: «Я хочу, щоб мене запам'ятали культовим і не таким як усі», — говорить він. "Ну, я кажу: «до біса — я просто дозволю своєму волоссю рости, як їм заманеться. Можливо, я їх зістрижу, якщо вони почнуть лізти мені в очі. Частково я їх можу побачити вже зараз, але якщо я їх зістрижу, то буду виглядати, як всі інші. А це дуже нудно для мене.» "

## The Weeknd і Україна
12 серпня 2023 року зустрівся з українським художником Даніелем Скрипником. У своєму інстаграмі художник опублікував фото обіймів з репером. Також він приєднається до акції Stand Up for Ukraine у соцмережах, кошти з якої спрямують на гуманітрану допомогу українцям. Артист також заборонив показ своєї пісні «Out Of Time» для росіян. 
6 жовтня 2024 року на його концертну сцену  вийшов австралійський активіст з футболкою українським прапором та намагався обійняти репера, але його вивела охорона зі сцени. 

## Дискографія

### Студійні альбоми
- «Kiss Land» (2013)
- «Beauty Behind the Madness» (2015)
- «Starboy» (2016)
- «After Hours» (2020)
- «Dawn FM» (2022)
- «Hurry Up Tomorrow» (2025)

### Збірки
- Trilogy (2012)
- The Weeknd in Japan (2018)
- The Highlights (2021)

### Мікстейпи
- House of Balloons (2011)
- Thursday (2011)
- Echoes of Silence (2011)

### Міні-альбоми
- My Dear Melancholy (2018)

## Фільмографія
- Подорож Майкла Джексона від Motown до Off the Wall (2016)
- Неграновані коштовності (2019)
- Шоу у перерві на Super Bowl LV (2021)
- Наживо на стадіоні SoFi (2023)
- Ідол (2023)
- Поспішайте завтра (2025)

## Концертні тури

### Хедлайнер
1. The Weeknd International Tour (2012)
2. The Weeknd Fall Tour (2012)
3. The Weeknd Kiss Land Fall Tour (2013)
4. King of the Fall (2014 року)
5. The Madness Fall Tour (2015)
6. Starboy: Legend of the Fall Tour (2017)
7. Formula 1 2018 Etihad Airways Abu Dhabi Grand Prix
8. The After Hours Tour (2020)

### Підтримка
1. Ceremonials Tour (2012) (з Florence and the Machine)
2. The 20/20 Experience World Tour (2013) (з Джастіном Тімберлейком)
3. Would You Like a Tour? Ruen (2014 року) (з Дрейком)